# 티그란 케오사얀
티그란 에드몬도비치 케오사얀(아르메니아어: Տիգրան էդմոնդի Քեոսայան, 러시아어: Тигран Эдмондович Кеосаян; 1966년 1월 4일~)은 러시아의 영화 감독, 배우, 텔레비전 진행자이다. 그는 TEFI, 키노타브르 및 유럽으로의 창 영화제 2001 등 영화제 수상자이다.
친크렘린 텔레비전 진행자로 묘사되는틀:By whom 그는 러시아의 우크라이나 침공의 결과로 유럽 연합, 영국, 아르메니아로부터 제재를 받았다.

## 생애

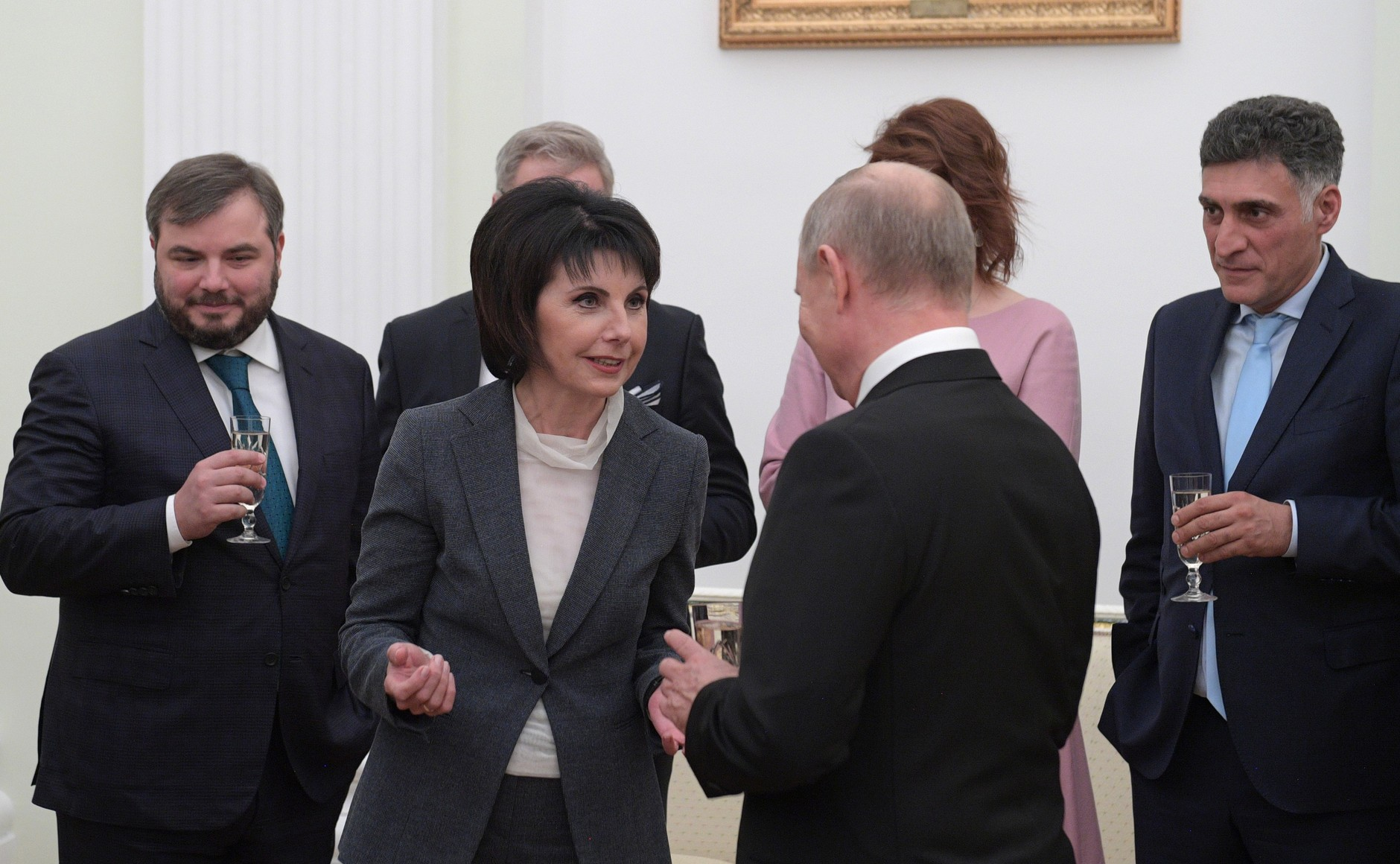
2018년 10월 러시아 대통령 블라디미르 푸틴 및 타티야나 미트코바와 함께한 케오사얀

케오사얀은 아르메니아-러시아 영화 감독이자 작곡가인 에드몬드 케오사얀과 배우 라우라 게볼키얀의 아들이다. 그는 전연방 (현재 전러시아) 국립 영화 촬영 연구소 (VGIK)에서 공부했다.
케오사얀은 카티카와 시즈 (1992), 불쌍한 사샤 (1997), 은방울꽃 (2005), 심연 위의 토끼 (2006), 12개의 의자 뮤지컬 (2003) 등 러시아 영화와 미하일 슈푸틴스키, 이고리 사루카노프, 이리나 알레그로바의 수많은 뮤직 비디오의 감독이다. 그는 표도르 본다르추크, 알렉산드르 즈브루예프 등과 협력했다.
케오사얀은 러시아 민영 TV 채널 REN-TV의 매일 (월요일부터 목요일까지) 분석 토크쇼 '티그란 케오사얀과 함께'의 앵커이다.

## 개인 생활
케오사얀은 러시아 국영 방송사 RT의 편집장인 마르가리타 시모냔과 결혼했다. 또한 국영 미디어 그룹인 로시야 시보드냐의 편집장이기도 하다.
케오사얀은 오랫동안 심장 질환을 앓고 있으며 2008년과 2010년에 심장 마비를 겪었다. 2025년 1월, 마르가리타 시모냔은 케오사얀이 일시적으로 임상 사망을 겪었고 혼수 상태에 있다고 말했다.

### 제재
2022년 러시아의 우크라이나 침공 이후, 케오사얀은 유럽 연합에 의해 제재를 받은 인물 중 한 명이었다. 제재의 이유는 케오사얀이 반우크라이나 선전을 퍼뜨렸기 때문이었다.
케오사얀은 2022년 3월 영국의 개인 제재 대상 러시아인 목록에 포함되었다.
2022년 6월 24일, 카자흐스탄은 케오사얀의 입국이 거부되었다고 보고했다. 10월 10일, 아르메니아 당국은 케오사얀과 그의 아내 마르가리타 시모냔을 아르메니아에 대한 무례한 태도를 허용하는 "아르메니아 성을 가진 여러 나라의 요원"으로 페르소나 논 그라타로 선언했다.

## 논란

### 버락 오바마에 대한 블랙페이스 세그먼트
2020년 11월 30일, 케오사얀과 그의 아내 마르가리타 시모냔이 공동 작가로 참여한 케오사얀의 TV 쇼 "인터내셔널 쏘우밀"은 케오사얀과 전 미국 대통령 버락 오바마로 분장한 블랙페이스 여배우가 등장하는 세그먼트를 방영했다. 이 세그먼트에서 케오사얀은 오바마의 책 약속의 땅을 언급하며 여배우에게 "이 책을 당신의 업적으로 생각하십니까?"라고 물었고, 블랙페이스 여배우는 "물론이죠"라고 대답했다.
케오사얀은 이어서 "당신의 친척 중 아무도 책을 쓰지 않았기 때문입니까?"라고 물었고, 여배우는 "저보다 먼저 살았던 친척 중 아무도 글을 쓸 수 없었기 때문입니다"라고 대답했다. 케오사얀은 이어서 "당신은 대통령이 아니라 랩 음악가여야 합니다"라고 말했다. 이 세그먼트에서 여배우는 반다나와 금목걸이를 착용하고 래퍼의 전형적인 모습으로 간주되는 방식으로 행동했다. 이 세그먼트는 널리 인종차별적이라는 평가를 받았다.

## 필모그래피

### 영화 감독으로
1. 카티카와 시즈 (1992)
2. 사건 웃긴, 가족 문제 (1996, TV 시리즈)
3. 불쌍한 사샤 (1997)
4. 죽음의 디렉토리 (1999, TV 시리즈)
5. 은방울꽃 (2000)
6. 대통령과 그의 손녀 (2000)
7. 남자들의 일 (2001, TV 시리즈: 2005)
8. 심연 위의 토끼 (2006)
9. 토끼와 공허함 (2006)
10. 미라지 (2008)
11. 얄타-45 (2011, 미니 시리즈)
12. 세 동지 (2012, 미니 시리즈)
13. 바다. 산. 토기 (2014, TV 시리즈)
14. 여배우 (2017, TV 시리즈)
15. 크림교. 사랑으로 만들었다! (2018)
16. 불멸의 존재들 (2021)

### 배우로
1. 조커 (1991)
2. 은방울꽃 (2000)
3. 더 히트 (2006)

### 작가로
1. 사건 웃긴, 가족 문제 (TV 시리즈, 1996)
2. 은방울꽃 (TV 시리즈, 2005)